# 畷克美
畷 克美（なわて かつみ、1924年（大正13年）1月19日 - 2013年8月7日）とは元宝塚歌劇団男役（元月組・花組組長）の人物である。大阪府大阪市出身。宝塚歌劇団時代の愛称は「ウエさん」又は「キミねぇ」。

## 来歴・人物
1936年、26期生として宝塚音楽歌劇学校（現在の宝塚音楽学校）に入学し、宝塚少女歌劇団（現在の宝塚歌劇団）に入団。当時は学校と劇団は一体であった。初舞台公演演目は『宝石パレード』である。宝塚入団時の成績は74人中65位。
1951年 - 1952年、月組組長。
1953年? - 1958年?、月組副組長。
1958年? - 1960年?、星組副組長 。
1960年 - 1963年、花組組長。
1963年、宝塚歌劇団退団。

## 宝塚歌劇団時代の主な舞台出演
- 『ブギウギ巴里』（花組）（1949年1月26日 - 2月16日、宝塚大劇場）
- 『雨月物語』『プリズム・パレード』（花組）（1949年11月1日 - 11月29日、宝塚大劇場）
- 『昔噺舌切雀』『春のおどり-第一部 さくら歌舞伎、第二部 サクラジェンヌ-』（星組）（1951年4月1日 - 4月29日、宝塚大劇場）
- 『巴里の騎士』『かぐや姫』（花組）（1952年11月1日 - 11月30日、宝塚大劇場）
- 『プリンス・イゴール』『大川端』（月組）（1954年2月3日 - 2月28日、宝塚大劇場）
- 『ブロードウェイ・シンデレラ』（月組）（1954年10月1日 - 10月31日、宝塚大劇場）
- 『貴妃酔酒』（月組）（1956年8月1日 - 8月30日、宝塚大劇場）
- 『嵐の姉妹』『深雪物語』『クリスマス・ホリデー』（月組）（1956年12月2日 - 12月26日、宝塚大劇場）
- 『ミュージック・アルバム』（星組）（1959年1月1日 - 1月30日、宝塚大劇場）
- 『シャンソン・ダムール』（星組）（1959年5月1日 - 5月31日、宝塚大劇場）
- 『芦刈』（星組）（1959年10月1日 - 10月30日、宝塚大劇場）